# 32279 Marshall
2000 PX16 (asteroide 32279) é um asteroide da cintura principal. Possui uma excentricidade de 0.07438030 e uma inclinação de 3.52781º.
Este asteroide foi descoberto no dia 1 de agosto de 2000 por LINEAR em Socorro.